# Майерс, Синтия
Си́нтия Джине́тт Ма́йерс (англ. Cynthia Jeanette Myers; 12 сентября 1950, Толидо, Огайо, США — 4 ноября 2011, Лос-Анджелес, Калифорния, США) — американская фотомодель и актриса

.

## Биография
Синтия Джинетт Майерс родилась 12 сентября 1950 года в Толидо (штат Огайо, США). Отец Майерс погиб в автокатастрофе, когда ей было четыре года и девочка воспитывалась матерью Мэри и ближайшими родственниками.
Синтия снялась для журнала «Playboy» в июне 1968 года, но её фото появились в журнале лишь через полгода, так как по политике журнала в нём должны появляться лишь девушки, достигшее 18-летия. Фото Майерс были сделаны Помпео Посаром (1921—2004), а сама фотосессия девушки была озаглавлена «Wholly Toledo!» (рус. «Толидо целиком!») в честь родного города модели и её большой груди. Известно, что эта её фотосессия приходилась по нраву американским войскам во Вьетнаме; разворот был показ в фильме 1987 года „Высота «Гамбургер»“.
В 1968—1972 годы Синтия снялась в четырёх фильмах, включая оскароносную драму 1969 года «Загнанных лошадей пристреливают, не правда ли?». Фильм-вестерн «Молли и Лоулесс Джон» 1972 года выпуска с участием Майерс был номинирован на «Золотой глобус».
Скончалась 4 ноября 2011 года от рака лёгких в 61-летнем возрасте. Двумя месяцами ранее её муж также скончался от рака.

## Фильмография
| Год  |   | Русское название                            | Оригинальное название          | Роль                   |
| ---- | - | ------------------------------------------- | ------------------------------ | ---------------------- |
| 1968 | ф | Затерянный континент                        | The Lost Continent             | местная девушка        |
| 1969 | ф | Загнанных лошадей пристреливают, не так ли? | They Shoot Horses, Don't They? | танцовщица на марафоне |
| 1970 | ф | За пределами долины кукол                   | Beyond the Valley of the Dolls | Кейси Андерсон         |
| 1972 | ф | Молли и Лоулесс Джон                        | Molly and Lawless John         | Долли Уинуорд          |